# Daniel Karlsson (skådespelare)
Daniel Karlsson, född 12 maj 1975, är en svensk skådespelare verksam i Norge.
Karlsson är kanske mest känd för rollen som Kenneth Dahl i den norska tv-serien Hotel Cæsar. Han har också synts i den norska filmen Respekt i regi av Johannes Joner (2008). Han är sedan 2008 anställd vid Brageteatret i Drammen.
Karlsson har en treårig skådespelarutbildning från Nordisk Institutt for Scene og Studio. Han talar flytande norska utan svensk brytning.